# شپتون مانتگو
شپتون مانتگو (به انگلیسی: Shepton Montague) یک روستا و محله مدنی در بریتانیا است که در سامرست جنوبی واقع شده‌است. شپتون مانتگو ۲۰۸ نفر جمعیت دارد.